# Хоффман, Алехандро
Алехандро Хоффман (исп. Alejandro Hoffman; род. 26 октября 1966, Буэнос-Айрес) — аргентинский шахматист, гроссмейстер (1998).
В составе сборной Аргентины участник 3-х Олимпиад (1990, 1998—2000).

## Таблица результатов
| Год  | Город    | Турнир         | + | − | = | Результат | Место |
| ---- | -------- | -------------- | - | - | - | --------- | ----- |
| 1990 | Нови-Сад | 29-я олимпиада | 3 | 1 | 4 | 5 из 8    |       |
| 1998 | Элиста   | 33-я олимпиада | 3 | 2 | 4 | 5 из 9    |       |
| 2000 | Стамбул  | 34-я олимпиада | 5 | 2 | 5 | 7½ из 12  |       |
|      |          |                |   |   |   | из        |       |

## Изменения рейтинга
| Графики недоступны из-за технических проблем. См. информацию на Фабрикаторе и на mediawiki.org. |